# Jorge Carvajal
Jorge Carvajal (nacido como Jorge Iván Carvajal Posada, el 24 de noviembre de 1949 en Medellín, Colombia) es un médico, escritor, docente e investigador colombiano, reconocido internacionalmente por su destacada labor en medicina integrativa y por su contribución al campo de la salud holística

## Reseña biográfica
Carvajal se graduó como médico cirujano en la Universidad de Antioquia y ha dedicado más de 45 años a la práctica y a la integración de diferentes paradigmas médicos. Es ampliamente conocido como el creador de la Sintergética y Manos para Sanar, modelos terapéuticos que establecen conexiones y un hilo conductor entre diversos enfoques médicos, fusionando la medicina occidental con principios y técnicas orientales. Estos modelos se basan en la teoría general de sistemas, la biofísica, el bioelectromagnetismo, la bilogía de la luz y otros campos de estudio relevantes. 
Además de su contribución en el ámbito médico, Carvajal es autor de una notable obra literaria que aborda temas de salud y bienestar. Entre sus obras más destacadas se encuentran "Un arte de curar", "Una medicina con alma", "Amor, vida y medicina", "El arte de ser uno mismo" y "Láser y Sintergética". Estos libros ofrecen propuestas originales y efectivas para la prevención de enfermedades, la promoción de la salud y el logro de una vida plena y equilibrada, combinando conocimientos médicos y filosóficos de manera integradora. 
A lo largo de su carrera, Carvajal se ha destacado como conferencista internacional y referente en medicina integrativa. Ha desarrollado enfoques innovadores y efectivos para la prevención y el manejo de enfermedades, así como para promover el bienestar general. Su labor se centra en la importancia de la autogestión de la salud y en una visión integral de la medicina, que abarca aspectos físicos, emocionales, mentales y espirituales. 
Además de sus contribuciones médicas, Carvajal está involucrado en el proyecto Unalma, "una iniciativa dedicada a afirmar la unidad y promover la fraternidad, la solidaridad, el servicio y la buena voluntad".  Unalma busca "superar las fronteras obsoletas del separatismo y fomentar una cultura de relaciones humanas basada en la integridad y la diversidad. Un proyecto en constante renovación que busca crear una nueva realidad fundamentada en las necesidades de todos".
En reconocimiento a su destacada trayectoria, en 2022, Carvajal fue galardonada con el título de Especialista Honoris Causa en Terapéuticas Alternativas y Farmacología Vegetal por la Fundación Universitaria Juan N. Corpas.
El legado de Jorge I. Carvajal Posada se refleja en la influencia que ha tenido en profesionales de la salud y en aquellos que buscan una visión más integral de la salud y el bienestar. Su enfoque holístico y su contribución a la medicina integrativa han dejado una marca duradera en la comunidad médica y en aquellos que buscan vivir una vida plena y equilibrada. 

## Distinciones
- Especialista Honoris Causa en Terapéuticas Alternativas y Farmacología Vegetal (2022)
- Presidente Honorífico Asociación Internacional de Sintergética